# Huber Heights
Huber Heights é uma cidade localizada no estado norte-americano de Ohio, no Condado de Miami e Condado de Montgomery.

## Demografia
Segundo o censo norte-americano de 2000, a sua população era de 38.212 habitantes.
Em 2006, foi estimada uma população de 37.667, um decréscimo de 545 (-1.4%).

## Geografia
De acordo com o United States Census Bureau tem uma área de
54,7 km², dos quais 54,5 km² cobertos por terra e 0,2 km² cobertos por água.

## Localidades na vizinhança
O diagrama seguinte representa as localidades num raio de 12 km ao redor de Huber Heights.